# Tinh bột ngô

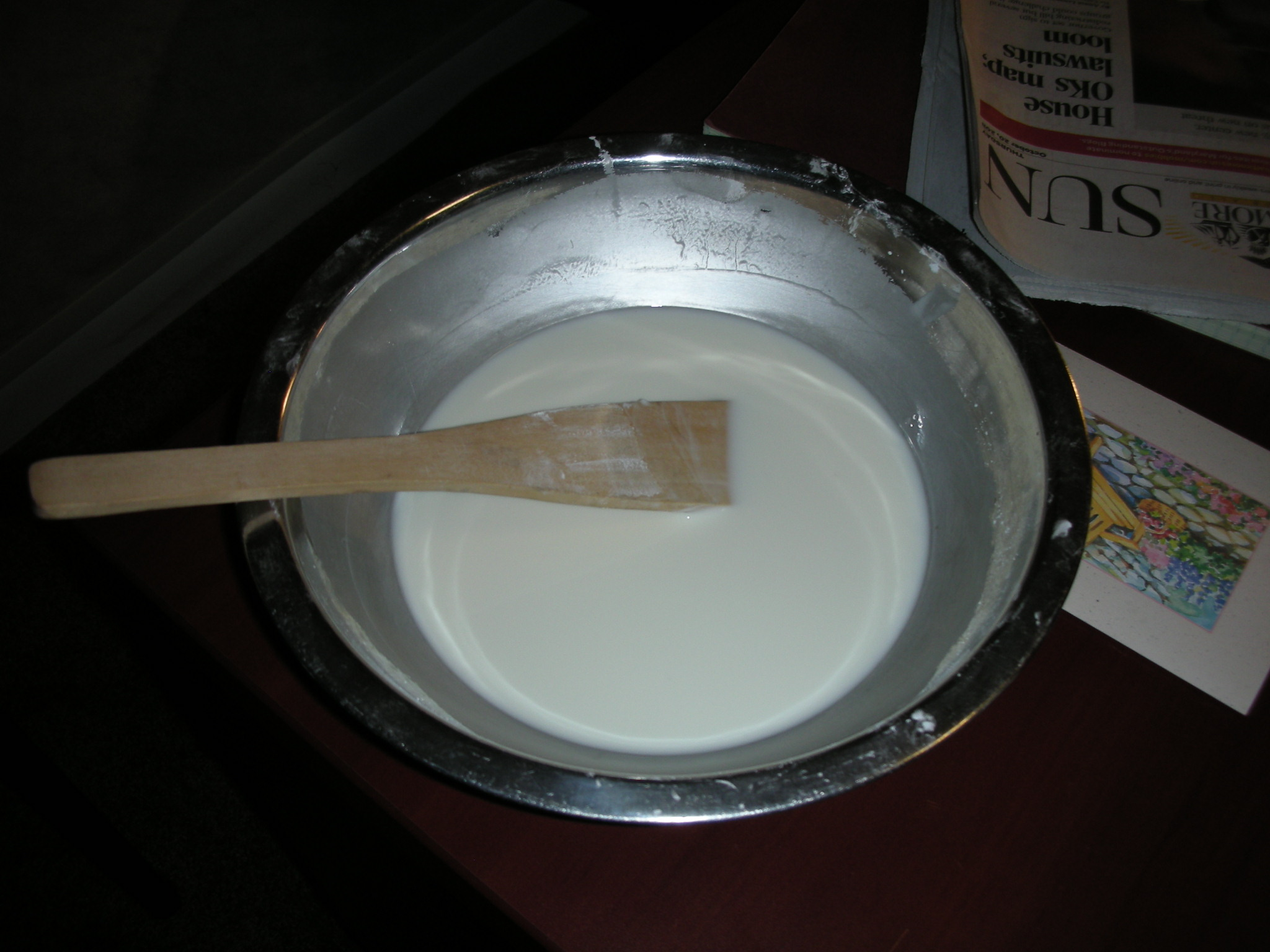
Tinh bột ngô trộn với nước

Tinh bột ngô (tiếng Anh: corn starch, cornflour) là tinh bột của cây ngô, cụ thể là phần bột thu được từ nội nhũ của hạt ngô. Đây là một nguyên liệu thực phẩm phổ biến, thường dùng để làm đặc nước xốt hoặc xúp, làm siro ngô và các loại đường khác. Tinh bột có tính linh hoạt, dễ biến đổi và được ứng dụng trong nhiều lĩnh vực khác nhau như làm keo xây dựng, chất chống dính trong sản xuất giấy, sử dụng trong ngành dệt may. Nó cũng có công dụng trong y tế, cung cấp glucose cho những người mắc bệnh rối loạn dự trữ glycogen.
Giống như nhiều sản phẩm dạng bột khác, tinh bột ngô dễ cháy, nhất là khi dùng với số lượng lớn. Khi trộn tinh bột với chất lỏng, nó có thể biến đổi thành chất lỏng phi Newton. Ví dụ, thêm nước sẽ biến tinh bột ngô thành một loại chất gọi là oobleck, trong khi hỗn hợp bột ngô và dầu tạo thành chất lỏng điện biến.

## Lịch sử
Một phương pháp lấy tinh bột ngô đã được John Polson từ công ty Brown & Polson ở Paisley, Scotland phát minh ra vào năm 1854. Khi đó nó được bán ra với tên gọi là "Patented Corn Flour" (tạm dịch: bột ngô tự chế). Brown & Polson là một nhà sản xuất vải muslin ở Anh, hãng cũng bán tinh bột dùng để giặt khăn choàng Paisley, và sau này trở thành một trong những công ty tinh bột lớn nhất Anh Quốc.

## Sử dụng

### Ẩm thực
Tinh bột ngô đóng vai trò là chất làm đặc trong các món lỏng như xúp, nước xốt, nước thịt (gravy) bằng cách hoà với nước lạnh để sánh lại. Đôi khi nó được dùng thay cho bột mì vì hỗn hợp có độ trong chứ không đục như bột mì. Trong quá trình chế biến, nhiệt sẽ làm cho tinh bột ngô kết dính với các thành phần khác.
Tinh bột khoai mì (tapioca) và bột năng (bột sắn) có thể được sử dụng thay cho tinh bột ngô. Gà lắc nhúng tinh bột ngô sẽ hút mỡ nhiều hơn và tăng độ giòn khi rán.
Dựa vào tính chất đặc trưng, các nhà sản xuất thường thêm tinh bột ngô vào các loại thực phẩm như pho mát, sữa chua để tiết kiệm chi phí.